# Thaumetopoea illineata
Thaumetopoea illineata är en fjärilsart som beskrevs av Karl Schawerda 1932. Thaumetopoea illineata ingår i släktet Thaumetopoea och familjen tandspinnare. Inga underarter finns listade i Catalogue of Life.